# Renée Reichmann
Pour les articles homonymes, voir Reichmann.
Renée Reichmann (née Gestetner le 27 octobre 1898 à Khoust, oblast de Transcarpatie en Ukraine, et morte le 13 février 1990 à Toronto au Canada) est la matriarche de la famille Reichmann (en), connue pour son rôle d'aide aux victimes de la Shoah, durant la Seconde Guerre mondiale.

## Biographie
Renée Gestetner est née le 27 octobre 1898 à Khoust Zakarpatska en Ukraine,.
Elle est la fille de Avrahom (Adolf) Gestetner et de Rosa/Rochel Gestetner. Elle fait partie d'une fratrie de 12 enfants dont Yecheskal Shraga Gestetner, Meir Tzvi Gestetner, Yitel / Elza? Kerpel, Antal (Moshe Aryeh) Gestetner, Shimon Shlomo Bentzion Lajos ? Gestetner.
Elle est la cousine de David Gestetner, l'inventeur du polycopieur ou cyclostyle qui porte son nom.

### Hongrie
En 1921, Renée Reichman épouse Samuel  (Shamaya) Reichmann (2 février 1898 – 16 mai 1975, Toronto, Canada) un riche marchand d'œufs dans la petite ville de Hongrie Beled.
Samuel Reichmann est le fils de Dovid et Liba Reichmann. Il fait partie d'une fratrie de sept, dont Yosef Reichmann, Shimon Reichman, Eliyohu Reichmann, Tzvi Menachem Reichmann, Chaim Reichmann.

### Vienne
Samuel et Renée Reichmann quittent la Hongrie en 1928 et s'installent à Vienne. Samuel Reichmann devient distributeur d'œufs frais. Avec l'annexion de l'Autriche le 12 mars 1938, les Reichmann se réfugient à Paris, passent par l'Espagne puis au Maroc, où Samuel Reichmann fait une « seconde fortune » comme marchand de devises.

### Tanger
La famille Reichmann se réfugie ensuite à Tanger. Ils habitent au 23 rue Molière. Renée Reichman est active dans le sauvetage et le bien-être de Juifs,,,,,,,.

### Toronto
La famille Reichmann s'installe à Toronto au Canada dans les années 1950.

### Famille
Renée et Samuel Reichman sont les parents de six enfants :  deux jumeaux: une fille, Eva Maidi Heller (3 octobre 1923, Beled, Hongrie-14 janvier 1985, Toronto, Canada), et un garçon, Eli (Edward) Reichman (3 octobre 1923, Beled, Hongrie-12 octobre 2005, Sheffield, Royaume-Uni) et quatre autre fils : Lewis (Louis) (Hashie) ( Tzvi Menachem) Reichmann (5 mai1927, Beled, Hongrie-25 mai 2005),  Albert Reichmann (18 janvier 1929, Vienne, Autriche-17 décembre 2022, Toronto, Canada), Paul-Moshe Yosef Reichman (27 septembre 1930, Vienne, Autriche-25 octobre 2013, Toronto, Canada),  et Ralph (Yitzhok Isaac) Reichmann (1933, Vienne, Autriche-),,,.